# Liivi (Lääne-Nigula)
Koordinaten: 58° 51′ N, 23° 58′ O
Liivi (deutsch Parmel bzw. Alt-Parmel) ist ein Dorf (estnisch küla) in der Landgemeinde Lääne-Nigula (bis 2017: Landgemeinde Kullamaa) im Kreis Lääne in Estland.

## Einwohnerschaft und Lage
Der Ort hat 123 Einwohner (Stand 31. Dezember 2011). Er liegt am Fluss Liivi (Liivi jõgi), vierzig Kilometer von der Landkreis-Hauptstadt Haapsalu entfernt.

## Geschichte
Im Jahr 1389 fiel das Rittergut durch Tausch an einen gewissen Hincke Live (Lieven). Bis 1694 blieb der Hof dann im Besitz der adligen Familie Lieven, von der sich der heutige estnische Name des Dorfes herleitet. 1798 wird das Gebiet als Hof Lieven erwähnt. Das Liivi-Anwesen war der Hauptsitz des schwedischen Zweigs des Hauses Lieven. Während des Mittelalters bildete wahrscheinlich eine kleine Festung das Zentrum des Guts. Mitte des 19. Jahrhunderts entstand das eingeschossige Herrenhaus aus Holz. Es hat sich teilweise mit einigen Um- und Erweiterungsbauten erhalten. Das Gebäude umgibt ein großzügig angelegter, mehr als vier Hektar großer Park mit einer vierhundert Meter langen Allee. 
1910 wurde das Hofland größtenteils verkauft. Die Reste des privaten Guts, wurden 1919 im Zuge der estnischen Landreform enteignet.
Historische Bedeutung erlangte während des Zweiten Weltkriegs das Schulhaus von Liivi, das bis zur Schließung 2005 in der ehemaligen Schnapsbrennerei des Guts untergebracht war. Dorthin waren große Buchbestände der Universitätsbibliothek Tartu ausgelagert worden.
In der Bücherei von Liivi ist seit 2005 eine kleine Ausstellung über die Geschichte des Ortes zu sehen. An den ersten urkundlich belegten Eigentümer des Ortes erinnert heute ein Gedenkstein in Flussnähe. Er trägt die Inschrift A.D.M. Hinke Live 1389.